# Lee Jae-eun
Lee Jae-eun, née le 8 février 1980 dans le district de Boseong (province de Jeolla du Sud), en Corée du Sud, est une actrice sud-coréenne.

## Filmographie
- 1990 : Young Shim (Young-Shimyi), de Lee Mi-rye
- 1995 : Light in My Heart (Bicheun nae gaseume), de Lee Gi-won
- 1999 : Yellow Hair (Norang meori), de Kim Yu-min
- 1999 : A Century's End (Segimal), de Song Neung-han
- 2000 : Jakarta, de Jeong Cho-sin
- 2003 : Natural City, de Min Byeong-cheon
- 2003 : Ogu, de Lee Yun-taek
- 2004 : DMZ (DMZ, bimujang jidae), de Lee Gyu-hyeong
- 2005 : Tarzan Park Heung-Suk, de Park Wu-sang

## Récompenses
- Meilleur espoir féminin lors des Blue Dragon Film Awards 1999 pour Yellow Hair.
- Meilleur espoir féminin lors des Grand Bell Awards 1999 pour Yellow Hair.